# Fernando del Águila
Fernando del Águila (Cuzco, 2 de marzo de 1949) es un actor cómico peruano. Es conocido por su icónica estatura baja, debido a su diagnóstico con enanismo, en el cuál llegó a ganar fama en los programas humorísticos de la televisión peruana, siendo parte del elenco principal de Estrafalario, Las mil y una de Carlos Álvarez y El especial del humor. 

## Biografía
Nació el 2 de marzo de 1949 en Cuzco, siendo diagnosticado con enanismo; vivió sus primeros años en su ciudad natal junto a su abuela hasta cumplir los 15 años, tras el fallecimiento de esta última y se mudaría a la capital Lima, inicialmente para trabajar como vendedor de comidas y bebidas.
Del Águila inició su trayectoria artística a la edad de 22 años, como artista de circo. Gracias a la propuesta del comediante Tulio Loza, del Águila inicia su etapa en la televisión peruana, haciendo su debut con el programa humorístico Pa Pe Pi Po Pu por el canal Panamericana Televisión en 1968, asumiendo el rol de actor cómico y comediante. Por intervención del productor Felipe Sanguinetti, conforma el elenco principal del otro formato Estrafalario de Radio Televisión Peruana en el año 1978, compartiendo escena junto a los comediantes Melcochita, Miguel «Chato» Barraza, Gordo Casaretto, Alicia Andrade y César «Loco» Ureta y comienza a utilizar su nombre artístico del «Largo».
Durante la década de los 1980, del Águila fue parte de los repartos principales de otros programas televisivos: El tornillo 2, La máquina de la risa, Hola qué tal y El show de Rulito y Sonia.
En el año 1989, del Águila se une a las filas del otro formato Las mil y una de Carlos Álvarez, manteniéndose en su personaje cómico, hasta la cancelación del programa en 1997. En su estadía, se destacó por su imitación al periodista César Hildebrandt y por interpretar al Guarapo en una secuencia del dicho espacio.
Tras alejarse de la televisión peruana, a partir del año 2010, del Águila comenzó a dedicarse al oficio de vendedor de golosinas en el Jirón de la Unión, localidad del distrito de Lima. Años más tarde, retoma su faceta artística en 2011, siendo convocado por el cómico Jorge Benavides para ser parte del elenco central de la comedia peruana El especial del humor de Latina Televisión, hasta finales de 2014. Según en su entrevista para el podcaster Carlos Orosco, del Águila señaló que no lo tomaron en cuenta en las grabaciones de los sketch del dicho espacio, debido a la falta de diálogos y no recibir regalías por su trabajo como artista.
Tras la cancelación de El especial del humor en 2015, del Águila anunció su retiro definitivo de la televisión peruana para dedicarse a su emprendimiento de las golosinas, incluyendo su trabajo como consultor de belleza de la marca Hidonea.

## Televisión
- Pa Pe Pi Po Pu (1967-1968), actor cómico y parte del elenco.
- Estrafalario (1978), actor cómico.
- El tornillo 2 (1979-1980), actor cómico.
- La máquina de la risa, actor cómico y comediante.
- Hola qué tal, comediante y actor cómico.
- El show de Rulito y Sonia, actor cómico y parte del elenco.
- Las mil y una de Carlos Álvarez (1989-1997), actor cómico, imitador, comediante y parte del elenco.
- El especial del humor (2011-2014), comediante y actor cómico.